# 裸胸海龍
裸胸海龍（学名：Nerophis ophidion），為輻鰭魚綱棘背魚目海龍魚科的其中一種，分布於東大西洋區，從挪威至摩洛哥及地中海、黑海等海域，棲息深度2-15公尺，體長可達29公分，棲息在海藻或鰻草床，繁殖期在5月至8月，卵胎生，屬肉食性，以小型甲殼類等為食。